# GT 101
ドイツ陸軍の開発部門であるドイツ陸軍兵器局(Heereswaffenamt)では1944年の半ばより複数の戦車搭載用ガスタービンエンジンの開発に着手した。
それらのどれもが実線には投入されなかったが、GT 101 (GTは"Gas Turbine"を意味する) は量産できる品質にまで開発が到達しパンター戦車への搭載が検討された。計画中にGT 101を含むいくつかの設計案が生産された。

## 原型
1943年半ばに以前はユンカース社だったハインケル・ヒルト社のジェットエンジン部門のアドルフ・ミューラーはガスタービンエンジンを装甲車両へ使用することを提案した。ガスタービンエンジンは600 hp級のエンジンよりも大幅に軽量なので次世代の戦車に搭載すれば出力・重量比が向上するので走破性が向上、潜在的に速度が向上すると考えられた。しかしながらガスタービンは以下に示すいくつかの問題点を抱えていた。
ジェットエンジンの場合、タービンで使用された高温ガスは直接推力になるが、車両の場合、排気ガスとして放出された熱は本質的に無駄になっていた。タービンの排気は従来のエンジンよりも高温で従来のエンジンと比較して大幅に燃費が悪かった。
一方、入手が容易で廉価な灯油を燃料として使用できるのでこの欠点はある程度相殺できたがそれでも全体的には経済性は良くても従来のエンジンと同水準だった。戦争末期の当時、ドイツでは燃料の供給に問題を抱えており、低品質の燃料を使用できる事は何よりも勝る利点で陸軍兵器局がこの設計に関心を示した第一の理由でもあった。
もう一方の問題にガスタービンエンジンは設計された回転数付近でのみで良く作動することだったが、その回転数付近からは幅広い回転力を取り出すことができた。具体的には、低回転域ではタービンの回転力は従来のピストンエンジンと比べて大幅に低い為、この回転域で運転する為には限られた回転域でエンジンを運転する為の先進的な変速機とクラッチか、代わりに出力を外部に取り出す別の方法を使用する必要があった。
当初は陸軍は関心を示さなかったのでミューラーはBMW用の先進的なターボスーパーチャージャー(どのような設計が採用されたかは明確ではない)の設計に転向した。1944年1月にこの作業は完了し再び車両用ガスタービンエンジンの設計に転向して1944年6月に複数の1,000 hp の設計案が陸軍兵器局に提案された。

## 予備設計
ミューラーの最初の詳細設計は従来のジェットエンジンに簡単な改良を施したものでコアエンジンはHeS 011を基にしたものだった。この設計はタービンと出力軸を分離して出力軸はエンジンコアの排気口にボルトで接合されていて高温ガスはタービンを駆動して戦車の動力となった。
エンジンコアは出力軸とは完全に分離されていたので、コアは少量の出力を生成中でも全速で回転した状態でガスは排出されるので回転力はすぐに利用できた。この設計は深刻な問題を抱えていた。例えば変速時にクラッチを切り離して負荷が無くなると出力タービンは無負荷になり制御が困難になった。この場合、出力タービンにブレーキをかけるかエンジンコアからのガスを排出しなければならなかった。他の問題は陸軍兵局が真剣に心配した事は彼等が見つけた燃料の品質に関する事だった。それは期待された高度に精製された航空用燃料とは異なり、あらゆる種類の多くの重質の不純物を含む低品質の燃料となる可能性が高いと考えられた。これにより従来の設計では適切に混合されす不完全燃焼する可能性をもたらした。彼らはより良い混合と付随する恩恵としてタービンの静翼の局所的な過熱(ホットスポット)を減らす事が期待される燃料噴射装置をエンジンコアと共に回転する事に特に興味を抱いていた。しかしミューラーの設計ではこれらの噴射装置の使用は適さなかったように見え、設計は8月12日に最終的に拒否された。

## GT 101
ミューラーは分離された出力タービンを取り除き代わりに回転力を変換する為の変速機を必要とする設計に切り替えた。この問題に対処する最善の方策は(ポルシェが何度か試みた様に)発電機と電動機で駆動する事だったが、当時、戦争により銅の供給が逼迫していた為にこの方策は実現に至らなかった。代わりに複数の油圧式変速機が使用されたが元々このような用途には適さなかった。更に新設計には陸軍兵器局が興味を示した燃焼室内の回転式燃料噴射装置が含まれた。ミューラーは9月14日に新設計を発表し、陸軍兵器局は当時の逼迫した燃料供給の有効な打開策としてさらに興味を示した。
エンジンコアの開発において航空用と互換性を持たせるべきとの意見が提案され、これにより回転式燃料噴射装置の案は廃止され、改良されたBMW 003のコアを使用することになった。基本的な配置は負荷の衝撃を抑える為にエンジン中部に3番目の軸受けを加えるように改良され、より多くの出力を取り出せるように3番目のタービンがエンジンの後端に加えられた。初期の設計とは異なり、(フリータービン段だけでなく)どこからでも出力を取り出せるようになり、既存のエンジンの区画へ搭載できる設計の為にエンジンの前部へ移動した。基本設計は11月半ばに完了しGT 101に指定された。
元は新エンジンはティーガー戦車(VI号戦車)に搭載する予定だったが交換する為にはエンジンは小さすぎ、ティーガー戦車のエンジン室内に納めるには長すぎた。その為、戦争中だった当時、全ての次代の戦車の元になったパンター戦車を改造することになった。(詳細はen:Entwicklung seriesを参照). 実験機の搭載車両としてポルシェが生産したヤークトパンターの試作車の一台が使用された。パンターへのGT101の搭載は、いくつかの設計上の労力を要したが、最終的に適切な配置が見出された。エンジンの排気ガスは大型の整流板で排気速度と温度が下げられてから放出され同様に第3タービンが大型化された。排気ガスはエンジン区画の後部に拡大された排気エリアから大気中へ排出された。それは敵の攻撃に対してとても脆弱で量産には実用的ではなかった。
新しいZahnradfabrik of Friedrichshafen (ZF)社の自動変速機は3段式でトルクコンバーターを備え12段階の変速機能を有していた。変速機は同様に毎分5000回転で電気式クラッチでにエンジンと完全に切り離すことにより、毎分5000回転未満ではエンジンは回転力を出力しなかった。最高速度時毎分14000回転でエンジン自体は大きなはずみ車としても機能し、それにより戦車が障害物を乗り越える時にエンジン自体が慣性で回転数の変動を抑える機能を発揮することにより走破性が大幅に向上した。
GT 101の性能は驚くべき効果をもたらした。合計3,750 hpの出力を生み出し、2,600 hpが圧縮機の駆動に費やされ、1,150 hpが変速機へ出力された。変速機を含まないエンジンの重量は450 kg (922 lb)で既存のMaybach HL230 P30が620 hpで重量は1,200 kg.だった。マイバッハを搭載したパンター戦車の出力重量比は13.5 hp/tだったがGT 101を搭載した事により27 hp/tになり他のいかなる第二次世界大戦時の戦車よりも優れていた。(一例としてT-34戦車は16.2 hp/tだった。) 実質的に磨耗や破損等の理由によりガソリンエンジンを動力とするパンター戦車の速度は制限される。唯一の欠点は低出力時のトルクが少ない事と燃料消費量がマイバッハの約2倍で燃料を十分に積み込めない事が問題が判明した。

## GT 102
ミューラーはGT 101の開発を継続する一方、元の設計の問題を避ける為にフリータービンエンジンの製造を提案した。1944年12月に計画を提示し、GT 102として開発が認められた。
GT 102の基本的なアイディアは、出力タービンをエンジン自体から完全に分離し、ガス発生器として使用することだった。コアエンジンはそれ自体に供給するのに十分な出力のみを発生し、戦車を駆動する為の出力は全く取り出されない。コアエンジンの圧縮機で圧縮された空気は全体の空気流量の30%で、コアエンジンと完全に分離され独自の燃焼室を備えた、2段式タービンへ管を通して送られた。これにより無負荷時にはタービンへ送られる空気を遮断する事によりタービン回転数を抑える事で原設計の無負荷時における回転数超過問題を避けた。これは同時に出力タービンが低速時にもコアを全速で運転できるようになった事で低速回転での回転力の大幅な向上をもたらした。この設計の唯一の欠点はもはやGT 101のような大きな回転質量を持たない事により重要なはずみ車によるエネルギーの貯蔵が出来ない事だった。
コアエンジンのタービン部は圧縮機から全ての空気を供給されなくなったのでGT 101よりも小型化する事が出来た。これによりエンジンは全体が短縮されたので、パンター戦車のエンジン区画の上部に横方向に設置できるようになった。エンジン右側の空間に出力タービンは配置された。
これは直列に変速機を配置により車両の前部にある通常の変速機へ出力軸を介して伝達される。この配置はGT 101よりもかなり実用的で"装甲の下"と同様に完全だった。GT 102の燃費はGT 101とほぼ同水準であるが本来、エンジンの冷却システムに使用されていたエンジン区画内の左側の空間が燃料の貯蔵に使えるようになったので燃料積載量は約2倍の1400リットルになり行動距離が原型となるガソリンエンジン車両と同規模になった。
GT 102の設計作業の大半は1945年初頭に完了し、2月15日に(最終的な設計のGT 101は)納入される予定だった。戦局の悪化により納入は実現しなかった。

## GT 102 Ausf. 2
より出力が強化されたGT 102をパンター戦車に搭載する為にGT 102 Ausf. 2の設計では圧縮機の部分と燃焼器を短縮する為に元のガス発生器の配置がいくつか改良された。GT 102は低品質の燃料をより良く混合する為に航空用エンジンと比較して幾分長かった。Ausf. 2ではこれらを元の寸法に戻し、再び元のGT 101の予備設計から回転式燃料噴射装置を取り入れた。圧縮機は9段から7段に減らす事によって全長が短縮されたが元の圧縮比を保つ為に1段目はマッハ1に達した。これらのエンジンの全長を短縮した事によりエンジン区画内に縦に収める事が出来るようになり、走行装置上の空間は原型同様に燃料の積載に用いられた。

## GT 103
ガスタービンの燃費はかなり悪く、排気ガスは高温で無駄になるエネルギーが大きいことを意味していた。これらの無駄に廃棄されているエネルギーの一部を有効に活用する為に熱交換器を使用して高温の排気ガスで燃焼室内に流れる前の空気を予熱する事が可能である。一般的ではないが、この方法は現在でもいくつかの用途に用いられる。
ハイデルベルクのアセア・ブラウン・ボベリのW. Hryniszakは改良前のGT 102に熱交換器を追加してGT 103を開発した。使用された熱交換器は回転するセラミック製の円筒が十字型のダクト内に設けられた。ガス発生器からの排気ガスはダクトの外部に送られ500℃に加熱して350℃で放出される。セラミック製の円筒は加熱部の過熱を防ぐ為にゆっくりと回転する。出力タービンへ流れる圧縮空気が円筒の中を流れ約180℃から約300℃に加熱される。
これは燃料を用いずに空気の温度を120℃から最終的な空気の温度を800℃に加熱することができ、試算では約30%の燃料消費を減らせる事を意味する。同様にガス発生器のエンジンコアに2番目の熱交換器を設けることにより、同様に30%節約できる。これらにより全体的に燃料消費を半減することができ、同規模のガソリンエンジンに近くなる。これらの数値は後から考えると無理だったと推定されたが、1960年代から70年代にかけてゼネラルモーターズはこれらのシステムを実験した。